# ۶۲۶ (میلادی)
۶۲۶ (میلادی) ششصد و بیست و ششمین سال تقویم میلادی است.

## درگذشتگان
- ۱۹ ژوئن – سوگا نو اوماکو، سیاست‌مدار ژاپنی